# Lupinus altiplani
Lupinus altiplani är en ärtväxtart som beskrevs av Charles Piper Smith. Lupinus altiplani ingår i släktet lupiner, och familjen ärtväxter. Inga underarter finns listade i Catalogue of Life.